# Darjeeling (Inde)
Pour les articles homonymes, voir Darjeeling.
Darjeeling est une ville de l'État indien du Bengale-Occidental et le centre d'une région portant ce même nom, située dans les contreforts de l'Himalaya, évoluant entre 2 000 et 3 000 mètres d'altitude. Darjeeling est le chef-lieu du district de même nom. Son nom vient de « Dordjé Ling » (tibétain : རྡོ་རྗེ་གླིང་, Wylie : rdo rje gling) qui signifie le « Jardin du Foudre-diamant », nom d'un monastère.

## Géographie
Le plus impressionnant panorama de Darjeeling est la vue du pic de Kangchenjunga, au nord, qui semble incroyablement proche, alors qu'il se trouve à environ 75 km de distance à vol d'oiseau.

## Économie

### Le thé
La région est particulièrement connue pour son thé. Le thé de Darjeeling est depuis le XIXe siècle l'un des plus appréciés des thés noirs, en particulier en Grande-Bretagne et dans les pays qui faisaient partie de l'Empire britannique.
La contrefaçon et le marché noir sont un sérieux problème pour le marché du thé.
En effet, le volume de thé, actuellement vendu dans le monde sous l'appellation de Darjeeling, dépasse les 40 000 tonnes, alors que la production annuelle de la région de Darjeeling elle-même, est estimée à seulement 8 000 à 11 000 tonnes en incluant la consommation locale, donc moins de 5.000 tonnes disponibles pour les marchés extérieurs, et 80% de faux 'Darjeeling'.
Pour faire face à cette situation, le Tea Board of India gère le Darjeeling certification mark and logo.

## Histoire
Au XIXe siècle, lorsque l'Inde était sous domination anglaise, les Britanniques de Calcutta prenaient leur quartiers à Darjeeling, entre 1.000 et 2.000 mètres d'altitude, sur les contreforts de l'Himalaya, pour échapper aux fortes chaleurs des plaines.
Darjeeling était à cette époque bâtie de cottages, manoirs, églises, tous plus british les uns que les autres ; peu d'Indiens y vivaient, hormis le personnel de maison.

## Lieux et monuments

### L'institut Chakpori de médecine tibétaine
Après l'invasion chinoise du Tibet, et la destruction de l'Institut Chakpori de médecine tibétaine par l'armée chinoise, l'institut a été refondé à Darjeeling en Inde, et il forme des médecins tibétains. On y enseigne et on y développe aujourd'hui la «médecine tibétaine en exil».

## Personnalités liées à la ville
- George William Lloyd (1789-1865), officier et explorateur britannique, mort à Darjeeling ;
- Parijat (1937-1992), romancière et poète, née à Darjeeling ;
- Vivien Leigh (1913-1967), actrice britannique, y est née.

## Divers

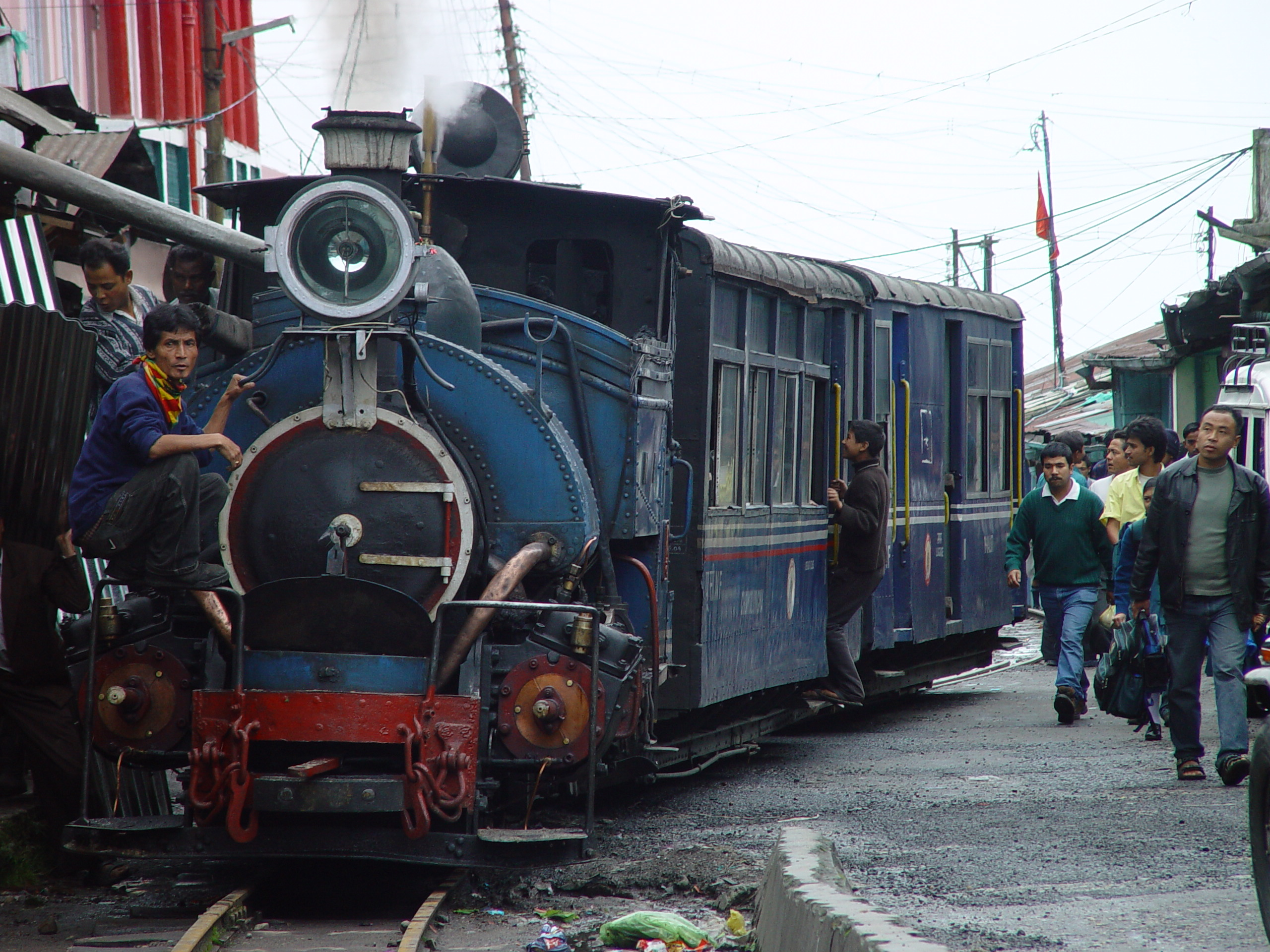
Le chemin de fer himalayen de Darjeeling

### LeToy train
En principe, la ville de Darjeeling peut être atteinte par le chemin de fer himalayen de Darjeeling (surnommé Toy Train, le « Train jouet ») en provenance de New Jalpaiguri (correspondance avec les trains venant de Calcutta, Delhi, Guwahati), mais le service est extrêmement irrégulier car la voie est souvent emportée par des éboulements de terrain, en particulier durant la mousson. Le voyage, très pittoresque, dure de 5 à 6 heures pour une distance de 80 kilomètres. Les touristes étrangers prennent le Toy train, les autres voyageurs prennent le bus (partant de la ville de Siliguri) qui fait le même trajet en 2 heures 30. La route suit le chemin de fer et le traverse à diverses reprises. Des taxis (jeeps collectives) relient également les villes de Siliguri ou New Jalpaiguri et Darjeeling.
Ce chemin de fer est inscrit sur la liste du patrimoine mondial de l'UNESCO.

## Galerie

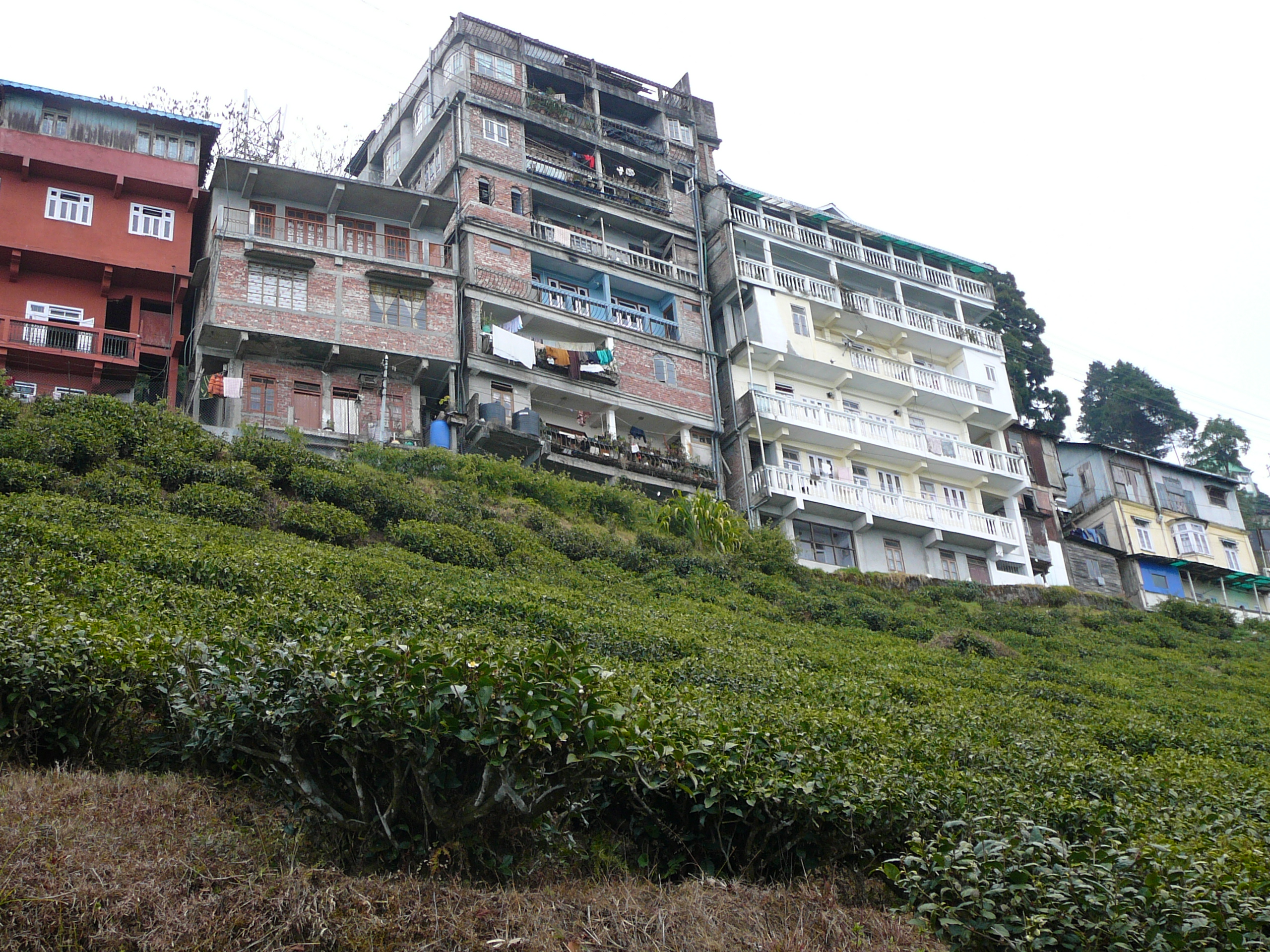
Habitations surplombant des plantations de thé
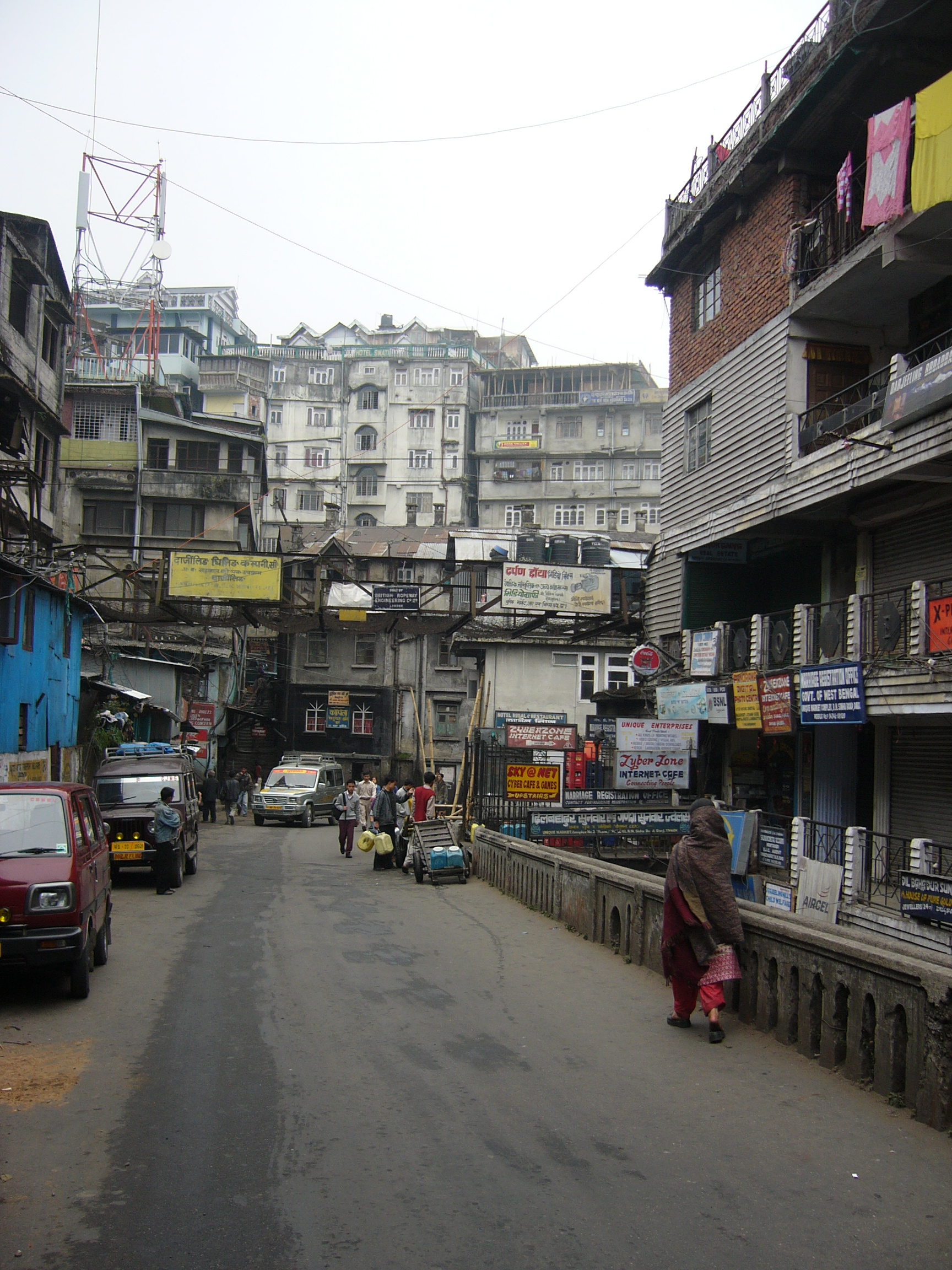
Rue de Darjeeling
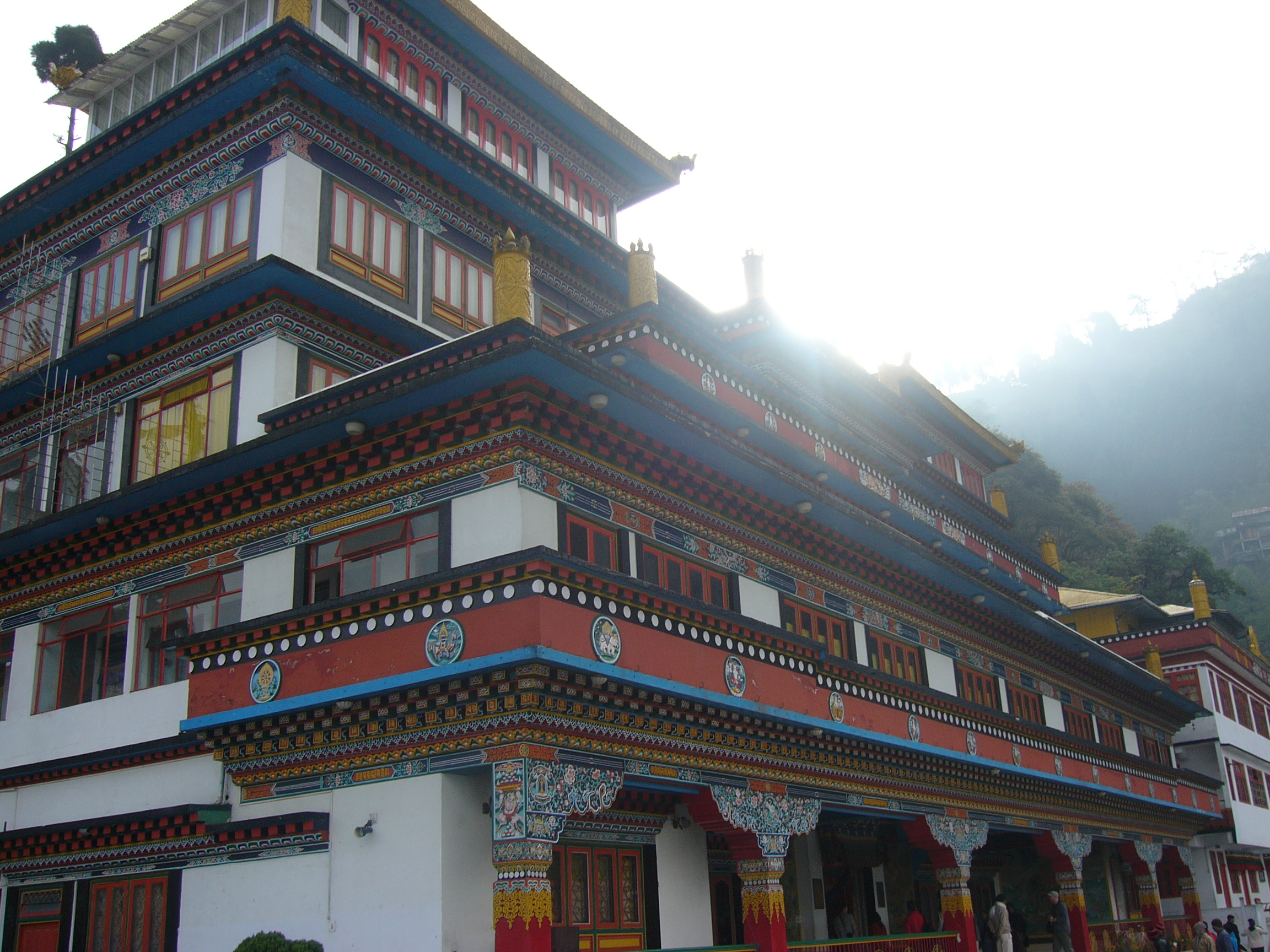
Temple bouddhiste
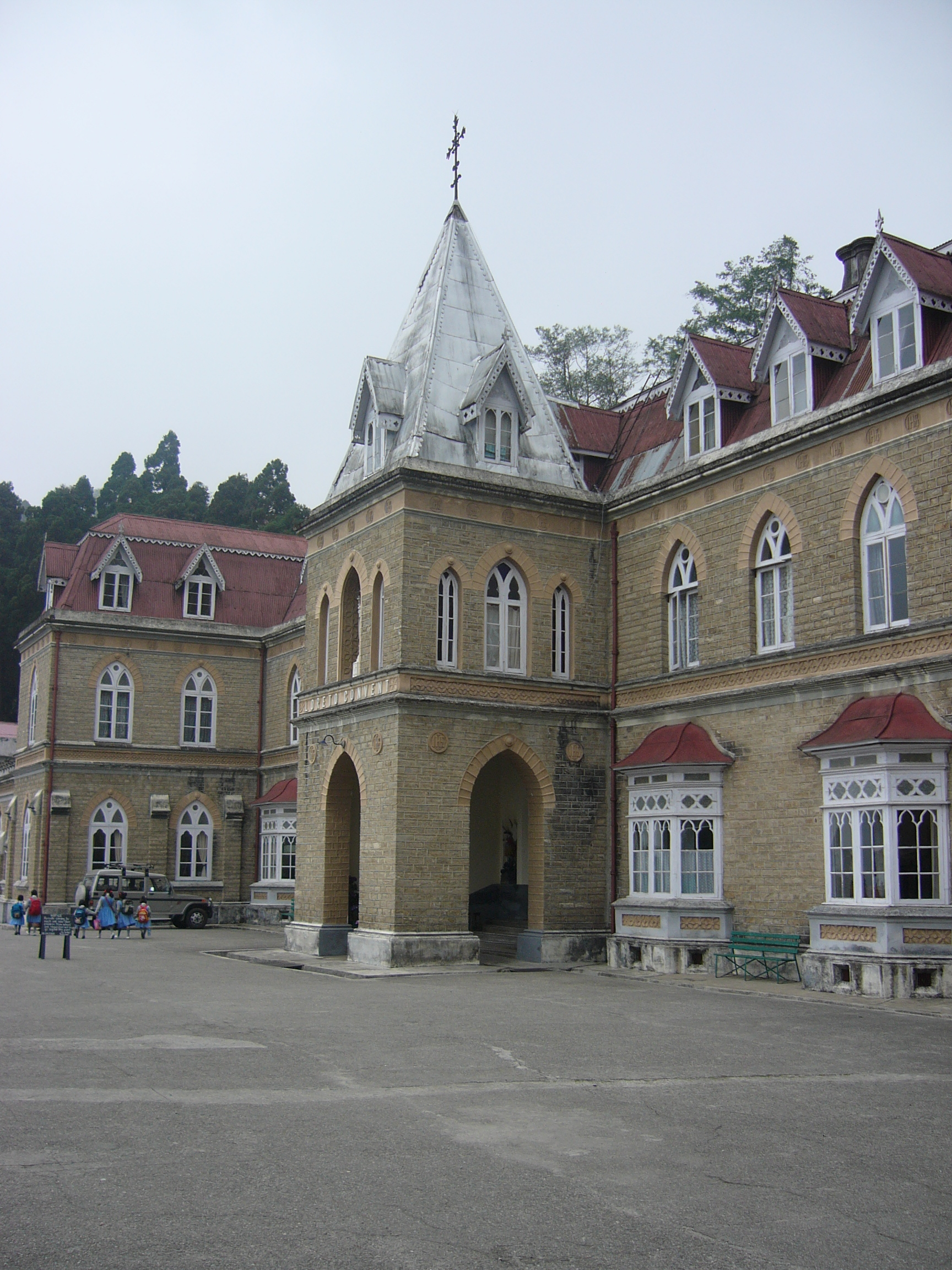
Couvent Loreto
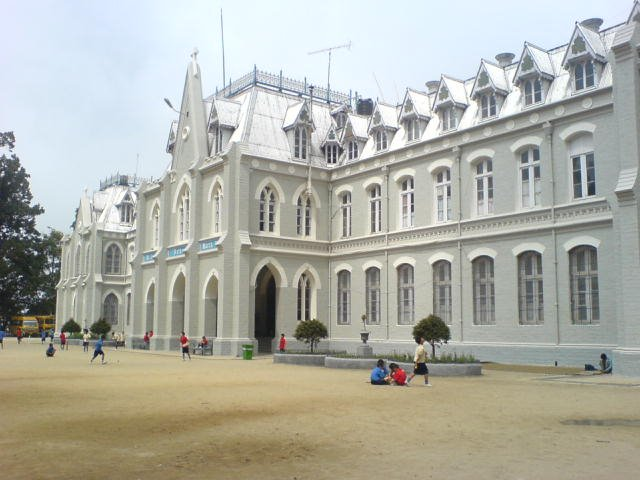
Le Collège Saint-Joseph, à North-Point.
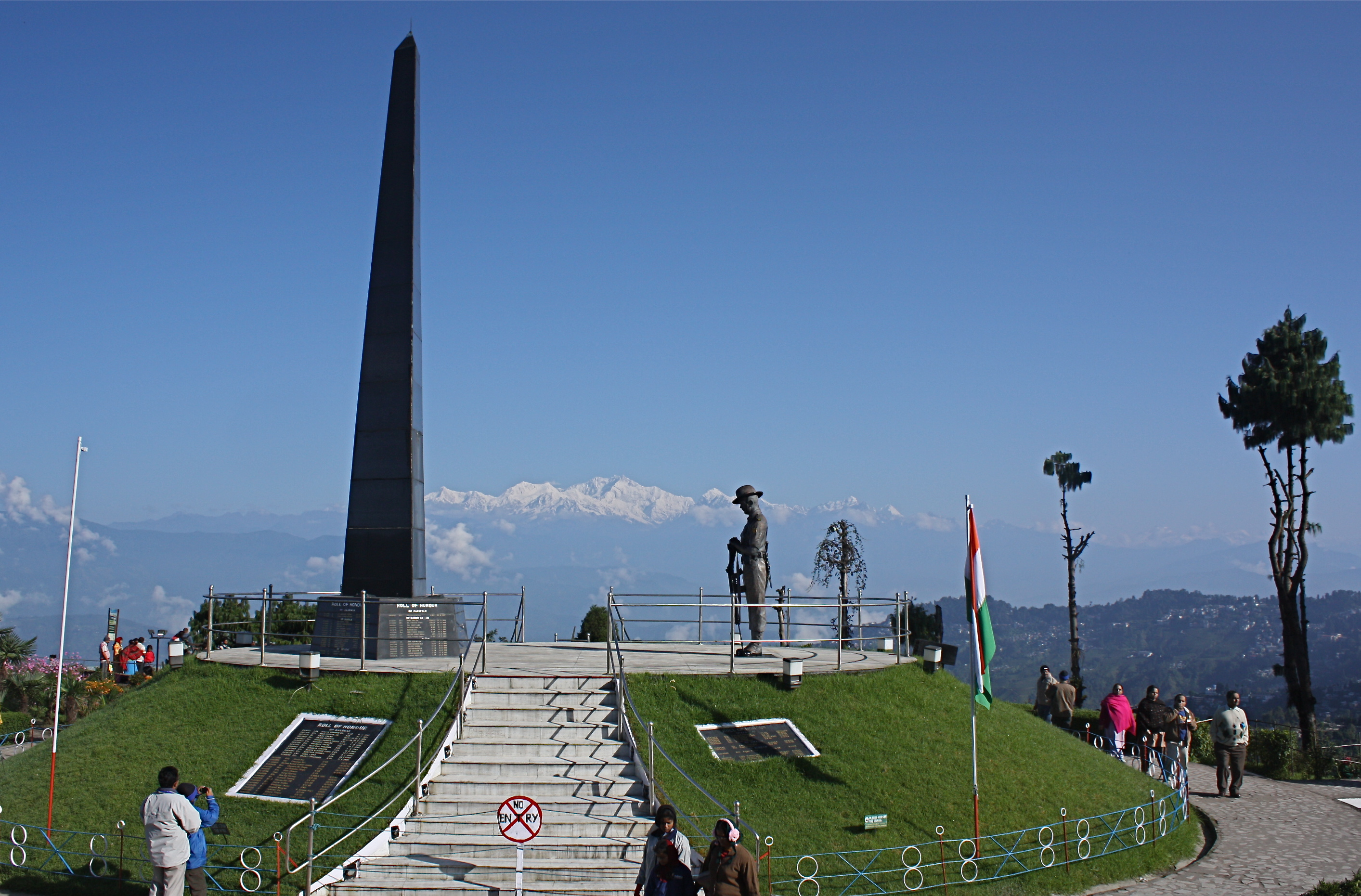
War Memorial
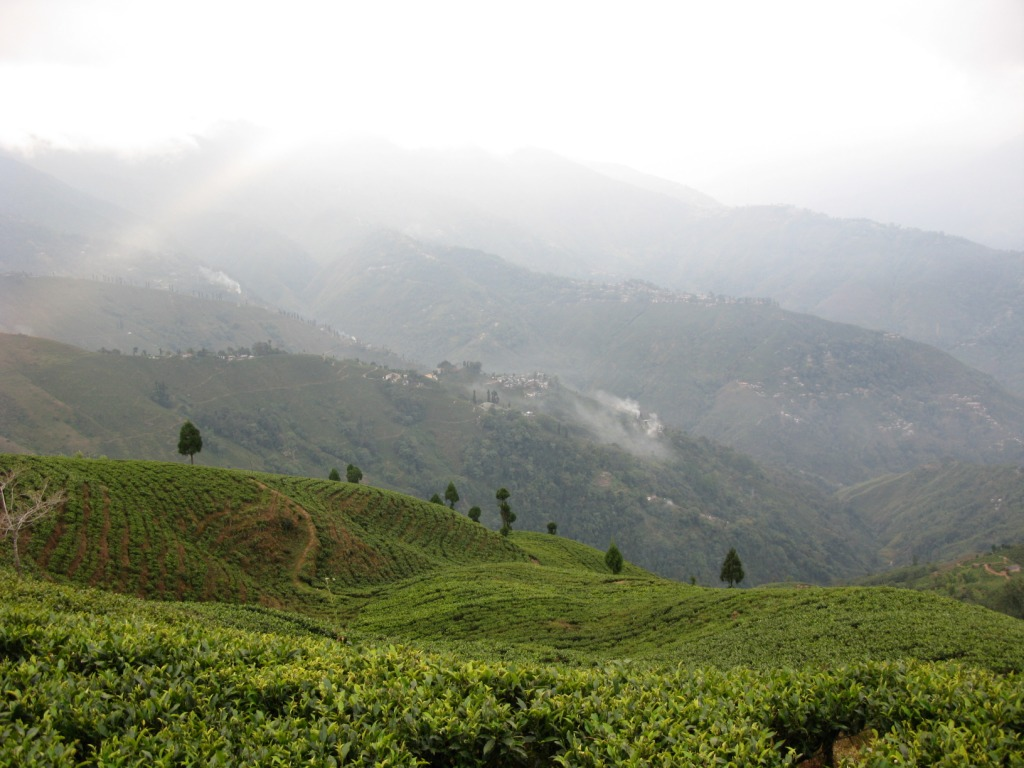
Plantations de thé
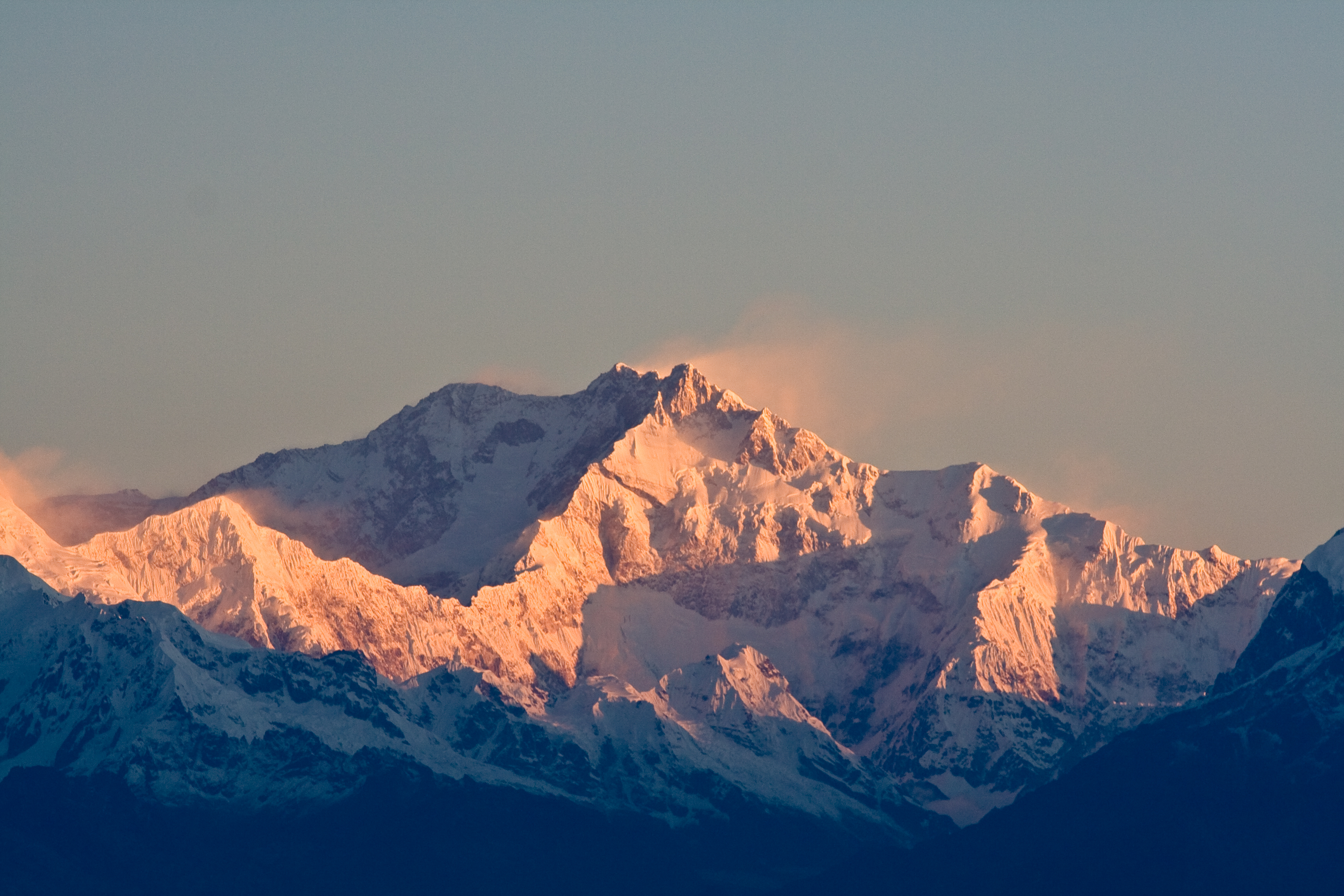
Le Kangchenjunga vu de Darjeeling
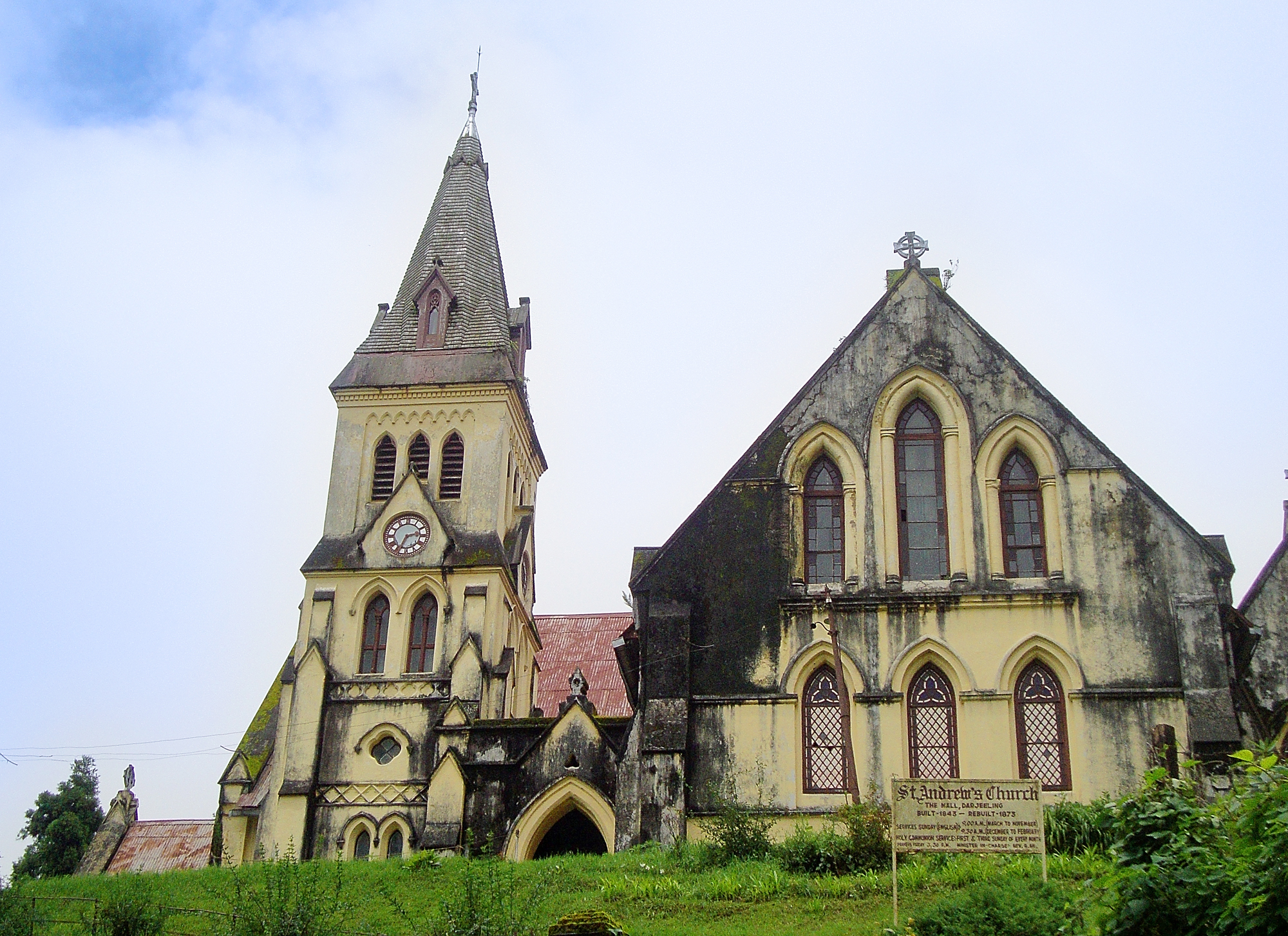
Église Saint-André, construite en 1843, reconstruite en 1873
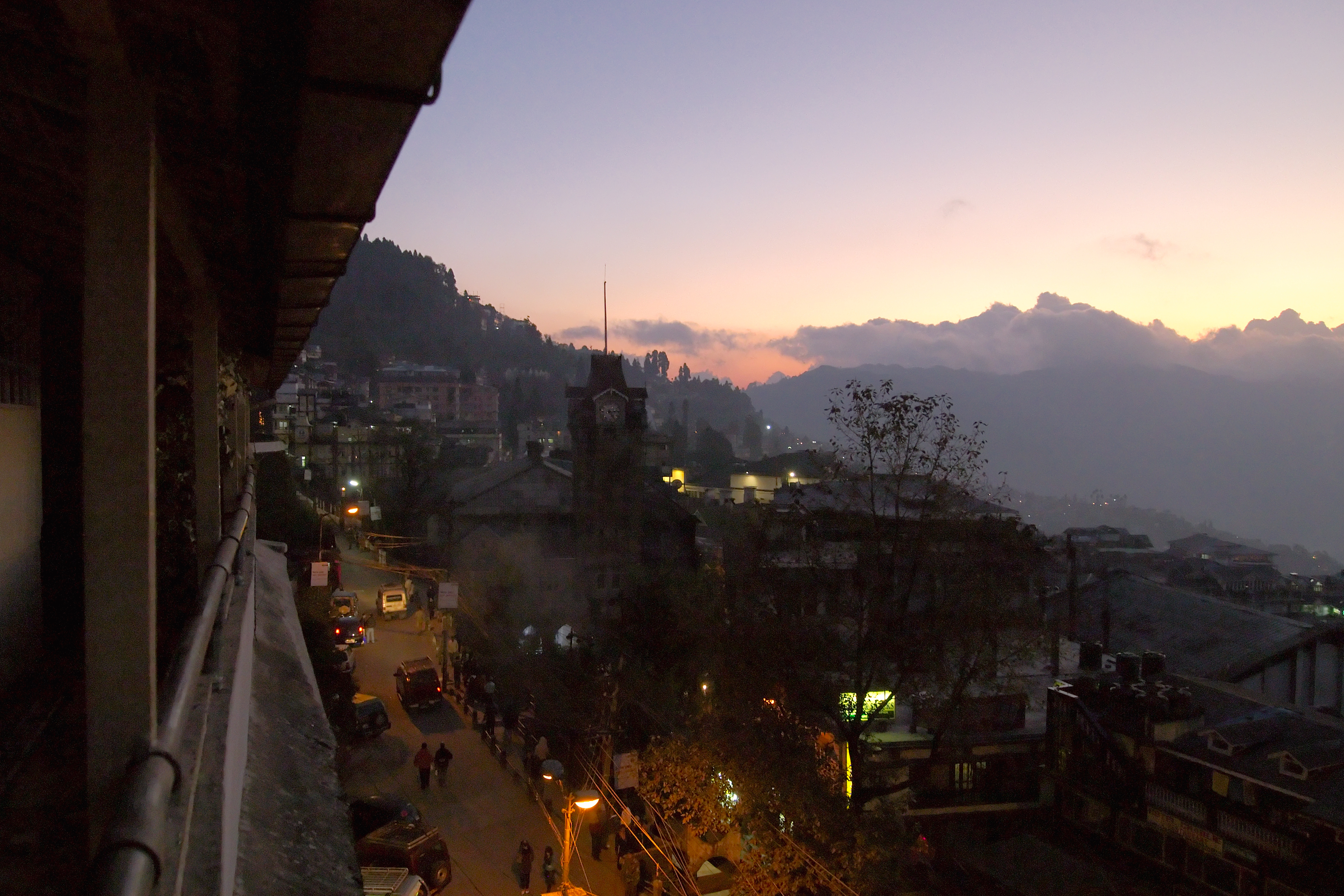
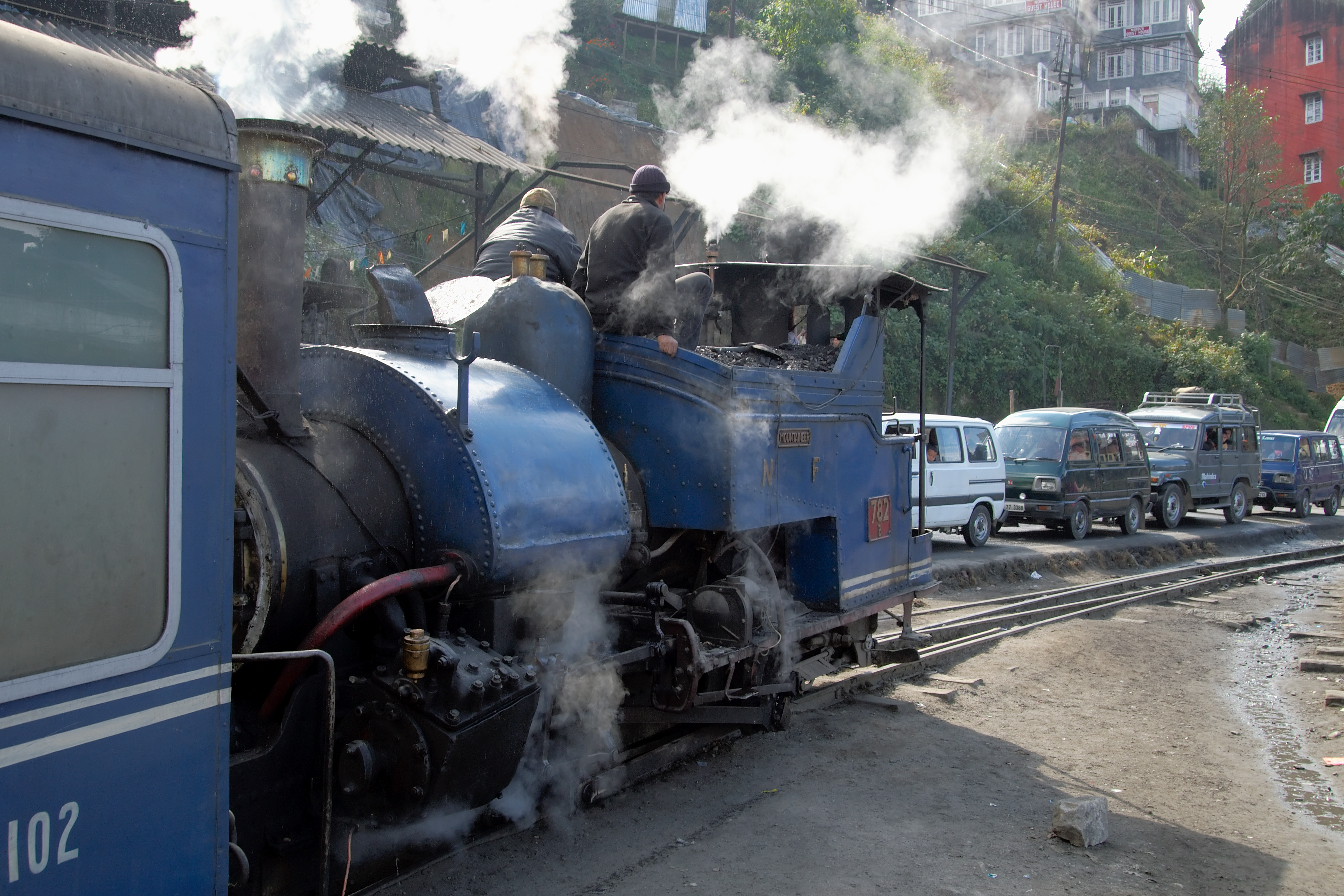
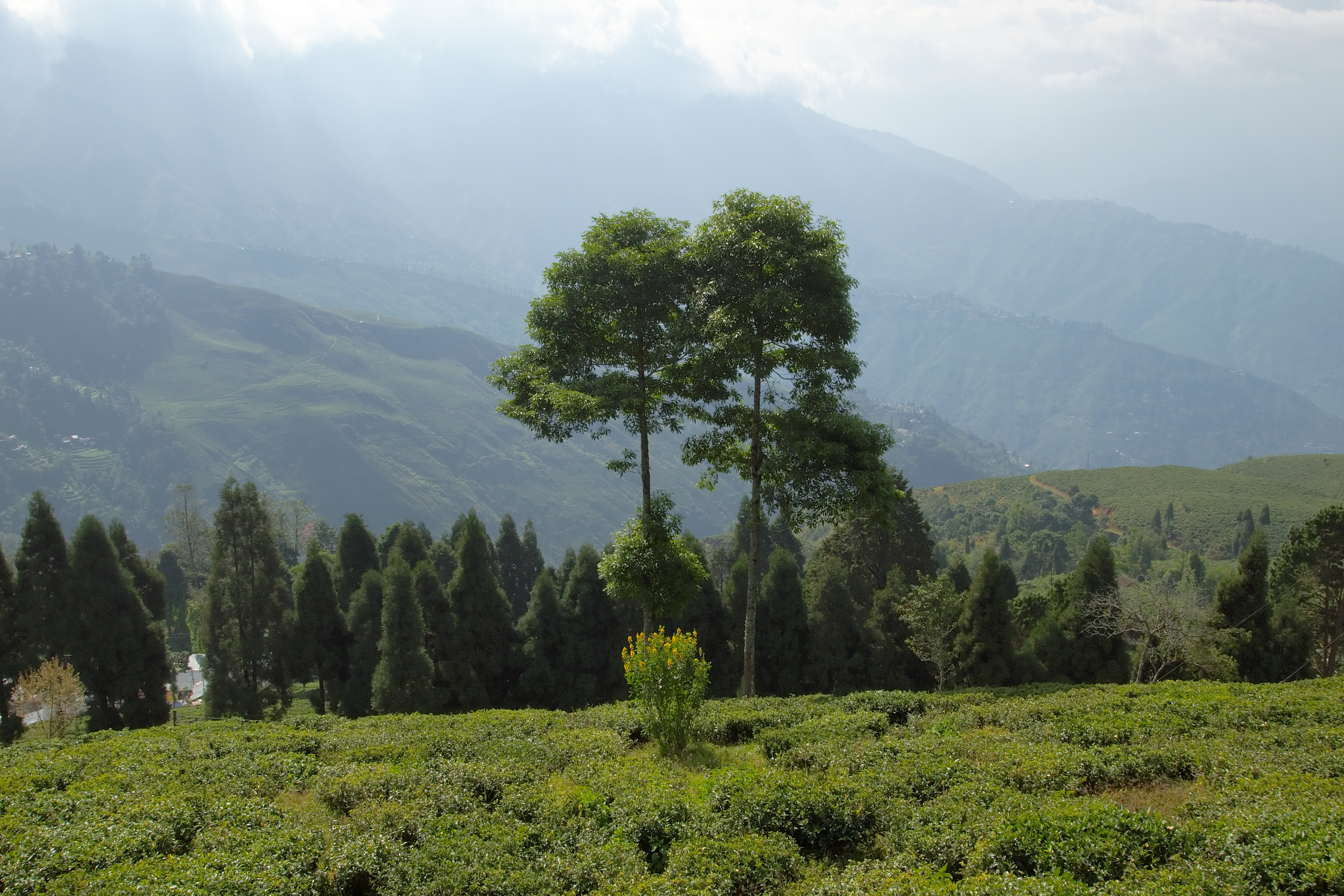